# Elecciones municipales de Puno de 2018
Las elecciones municipales de Puno de 2018 se llevaron a cabo el 7 de octubre de 2018 para elegir al alcalde y al Concejo Provincial de Puno para el periodo 2019-2022. La elección se celebró simultáneamente con elecciones regionales y municipales (provinciales y distritales) en todo el Perú.

## Sistema electoral
La Municipalidad Provincial de Puno es el órgano administrativo y de gobierno de la provincia de Puno. Está compuesta por el alcalde y el Concejo Provincial.
La votación del alcalde y el concejo se realiza en base al sufragio universal, que comprende a todos los ciudadanos nacionales mayores de dieciocho años, empadronados y residentes en la provincia de Puno y en pleno goce de sus derechos políticos, así como a los ciudadanos no nacionales residentes y empadronados en la provincia de Puno. No hay reelección inmediata de alcaldes.
El Concejo Provincial de Puno está compuesto por 11 regidores elegidos por sufragio directo para un período de cuatro (4) años, en forma conjunta con la elección del alcalde (quien lo preside). La votación es por lista cerrada y bloqueada. Se asigna a la lista ganadora los escaños según el método d'Hondt o la mitad más uno, lo que más le favorezca.

## Composición del Concejo Provincial de Puno
La siguiente tabla muestra la composición del Concejo Provincial de Puno antes de las elecciones.
| Partidos | Partidos                                                 | Regidores |
| -------- | -------------------------------------------------------- | --------- |
|          | Por las Comunidades Fuente de Integración Andina de Puno | 7         |
|          | Poder Andino                                             | 2         |
|          | Democracia Directa                                       | 1         |
|          | Frente Amplio para el Desarrollo del Pueblo              | 1         |

## Partidos y candidatos
A continuación se muestra una lista de los principales partidos y alianzas electorales que participaron en las elecciones:
| Candidatura | Candidatura | Partidos y alianzas                                                                  | Candidatos | Candidatos                 | Ideología                                       | Resultado previo | Resultado previo | Ref. |
| Candidatura | Candidatura | Partidos y alianzas                                                                  | Candidatos | Candidatos                 | Ideología                                       | Votos (%)        | Reg.             | Ref. |
| ----------- | ----------- | ------------------------------------------------------------------------------------ | ---------- | -------------------------- | ----------------------------------------------- | ---------------- | ---------------- | ---- |
|             | PA          | Lista - Poder Andino (PA)                                                            |            | Javier Ponce Roque         | Regionalismo puneño                             | 20.03%           | 2                |      |
|             | DD          | Lista - Democracia Directa (DD)                                                      |            | Fredy Sosa Quispe          | Socialismo Nacionalismo de izquierda Ecologismo | 13.38%           | 1                |      |
|             | FADEP       | Lista - Frente Amplio para el Desarrollo del Pueblo (FADEP)                          |            | Luis Butrón Castillo       | Regionalismo puneño                             | 10.76%           | 1                |      |
|             | PDR         | Lista - Poder Democrático Regional (PDR)                                             |            | Estanislao Mancha Pineda   | Regionalismo puneño                             | 2.41%            | 0                |      |
|             | AP          | Lista - Acción Popular (AP)                                                          |            | Genaro Medina Aedo         | Partido atrapalotodo                            | 1.21%            | 0                |      |
|             | SP          | Lista - Somos Perú (SP)                                                              |            | Eufracio Velez Carito      | Democracia cristiana Conservadurismo social     | Nuevo            | Nuevo            |      |
|             | SU          | Lista - Siempre Unidos (SU)                                                          |            | Iosef Sullca Quispe        | Partido atrapalotodo                            | Nuevo            | Nuevo            |      |
|             | AvP         | Lista - Avanza País (AvP)                                                            |            | Gustavo Ibarra Imata       | Conservadurismo liberal Liberalismo clásico     | Nuevo            | Nuevo            |      |
|             | FA          | Lista - Frente Amplio (FA)                                                           |            | Ilsse Bedoya Gómez         | Socialismo Ecologismo Descentralización         | Nuevo            | Nuevo            |      |
|             | MyD         | Lista - Moral y Desarrollo (MyD)                                                     |            | Alder Quispe Panca         | Regionalismo puneño                             | Nuevo            | Nuevo            |      |
|             | Mi Casita   | Lista - Movimiento de Integración por el Desarrollo Regional (Mi Casita) (Mi Casita) |            | Martín Ticona Maquera      | Regionalismo puneño                             | Nuevo            | Nuevo            |      |
|             | GOOL        | Lista - Gestionando Obras y Oportunidades con Liderazgo (GOOL)                       |            | Carlos Curmilluni Carrasco | Regionalismo puneño                             | Nuevo            | Nuevo            |      |

## Resultados

### Sumario general
|                        |                                                                              |              |              |              |           |           |  |  |
| Partidos y coaliciones | Partidos y coaliciones                                                       | Voto popular | Voto popular | Voto popular | Regidores | Regidores |  |  |
| Partidos y coaliciones | Partidos y coaliciones                                                       | Votos        | %            | ±pp          | Total     | +/−       |  |  |
|                        | Movimiento de Integración por el Desarrollo Regional (Mi Casita) (Mi Casita) | 40,911       | 32.46        | Nuevo        | 7         | +7        |  |  |
|                        | Poder Andino (PA)                                                            | 28,416       | 22.54        | +2.51        | 2         | ±0        |  |  |
|                        | Frente Amplio para el Desarrollo del Pueblo (FADEP)                          | 25,127       | 19.93        | +9.17        | 2         | +1        |  |  |
|                        | Gestionando Obras y Oportunidades con Liderazgo (GOOL)                       | 6,130        | 4.86         | Nuevo        | 0         | ±0        |  |  |
|                        | Democracia Directa (DD)                                                      | 5,691        | 4.51         | –8.87        | 0         | –1        |  |  |
|                        | Acción Popular (AP)                                                          | 4,345        | 3.45         | +2.24        | 0         | ±0        |  |  |
|                        | Moral y Desarrollo (MyD)                                                     | 4,229        | 3.36         | n/a          | 0         | ±0        |  |  |
|                        | Avanza País (AvP)                                                            | 3,664        | 2.91         | Nuevo        | 0         | ±0        |  |  |
|                        | Poder Democrático Regional (PDR)                                             | 2,869        | 2.28         | –0.13        | 0         | ±0        |  |  |
|                        | Siempre Unidos (SU)                                                          | 2,700        | 2.14         | Nuevo        | 0         | ±0        |  |  |
|                        | Frente Amplio (FA)                                                           | 1,392        | 1.10         | Nuevo        | 0         | ±0        |  |  |
|                        | Somos Perú (SP)                                                              | 575          | 0.46         | n/a          | 0         | ±0        |  |  |
|                        |                                                                              |              |              |              |           |           |  |  |
| Total                  | Total                                                                        | 126,049      |              |              | 11        | ±0        |  |  |
|                        |                                                                              |              |              |              |           |           |  |  |
| Votos válidos          | Votos válidos                                                                | 126,049      | 83.36        | –1.65        |           |           |  |  |
| Votos en blanco        | Votos en blanco                                                              | 15,456       | 10.22        | +4.11        |           |           |  |  |
| Votos nulos            | Votos nulos                                                                  | 9,706        | 6.42         | –2.46        |           |           |  |  |
| Votos emitidos         | Votos emitidos                                                               | 151,211      | 84.53        | –2.48        |           |           |  |  |
| Abstenciones           | Abstenciones                                                                 | 27,674       | 15.47        | +2.48        |           |           |  |  |
| Votantes registrados   | Votantes registrados                                                         | 178,885      |              |              |           |           |  |  |
|                        |                                                                              |              |              |              |           |           |  |  |
| Fuente:                |                                                                              |              |              |              |           |           |  |  |

## Elecciones municipales distritales

### Resultados por distrito
La siguiente tabla enumera el control de los distritos de la provincia de Puno. El cambio de mando de una organización política se resalta del color de ese partido.
| Distrito    | Alcalde(sa) titular         | Partido político | Partido político                 | Alcalde(sa) electo(a)     | Partido político | Partido político                 |
| ----------- | --------------------------- | ---------------- | -------------------------------- | ------------------------- | ---------------- | -------------------------------- |
| Ácora       | Félix Catacora Chura        |                  | Poder Andino                     | Lucio Istaña Ramos        |                  | Integración por el Desarrollo    |
| Amantaní    | Teófilo Yucra Quispe        |                  | Poder Andino                     | Marcelino Yucra Pacompia  |                  | Integración por el Desarrollo    |
| Atuncolla   | Mario Roque Flores          |                  | Democracia Directa               | Ceferino Flores Chávez    |                  | Integración por el Desarrollo    |
| Capachica   | Vicente Escalante Gutiérrez |                  | Alianza para el Progreso         | Santiago Coila Yucra      |                  | Integración por el Desarrollo    |
| Chucuito    | Gregorio Mamani Cruz        |                  | Poder Andino                     | Edwin Cruz Quispe         |                  | Integración por el Desarrollo    |
| Coata       | Teófilo Belizario Belizario |                  | Fuente de Integración Andina     | Elmer Pelinco Quispe      |                  | Integración por el Desarrollo    |
| Huata       | Feliciano Sumerente Curo    |                  | Democracia Directa               | Wilmer Vilca Colquehuanca |                  | Frente Amplio para el Desarrollo |
| Mañazo      | Pablo Chambi Quispe         |                  | Frente Amplio para el Desarrollo | Miguel Quispe Achata      |                  | Integración por el Desarrollo    |
| Paucarcolla | Leonidas Sumerente Arias    |                  | Proyecto Político AQUÍ           | John Iberos Apaza         |                  | Poder Andino                     |
| Pichacani   | Percy Nina Quispe           |                  | Democracia Directa               | Pedro Ramos Cutimbo       |                  | Poder Andino                     |
| Platería    | Pepe Gómez Ajahuana         |                  | Fuente de Integración Andina     | Eustacio Alca Pacho       |                  | Integración por el Desarrollo    |
| San Antonio | Blaz Acero Zapana           |                  | Fuente de Integración Andina     | Jorge Ticona Patina       |                  | Integración por el Desarrollo    |
| Tiquillaca  | Yone Villasante Apaza       |                  | Frente Amplio para el Desarrollo | Rodolfo Álvarez Arce      |                  | Frente Amplio para el Desarrollo |
| Vilque      | Obed Pérez Vargas           |                  | Restauración Nacional            | Venancia Apaza Pachacute  |                  | Frente Amplio para el Desarrollo |